# Rock de garagem
Rock de garagem (do inglês: garage rock), às vezes chamado de punk dos anos 60 ou punk de garagem, é um estilo de rock and roll bruto e energético que floresceu em meados da década de 1960, notadamente nos Estados Unidos e no Canadá. 
O estilo é caracterizado por acordes básicos executados em guitarras elétricas - às vezes distorcidas através de pedal denominado fuzz, baixo e bateria. Também era comum o uso de órgãos eletrônicos. As letras não eram sofisticadas e ocasionalmente agressivas. O termo rock de garagem deriva da percepção de que as bandas eram, muitas vezes, constituídas por jovens amadores que ensaiavam na garagem da família; trata-se de uma percepção parcialmente correta, uma vez que há registros de bandas ou de membros destas que fossem músicos semi ou completamente profissionais.
Nos Estados Unidos e no Canadá, a surf music e, depois, os Beatles e outros grupos da denominada Invasão Britânica (British Invasion) motivaram milhares de jovens a formar bandas entre 1963 e 1968. Centenas produziram sucessos regionais e algumas tiveram hits nacionais. Embora, em grande parte, associadas como um fenômeno da América do Norte, houve diversas bandas em outras partes do mundo. Com o advento da psicodelia (rock psicodélico), uma série de bandas de garagem incorporou elementos exóticos no quadro estilístico primitivo do gênero. Depois de 1968, as formas mais elaboradas de rock dominaram o mercado, e os registros das bandas, em grande parte, desapareceram das paradas nacionais e regionais e praticamente desapareceu.
Durante a década de 1960, o estilo não era reconhecida como um gênero distinto e não tinha um nome específico; mas uma crítica no início da década de 1970 - e, em particular, o lançamento da compilação Nuggets de 1972 - definiu o estilo. Certos críticos de rock de 1971 a 1973 começaram a identificar retroativamente o "som de garagem" como um gênero. Lenny Kaye, que viria a ser membro do Patti Smith Group e o responsável pela compilação, viria a utilizar o termo "punk rock" para o rock de garagem. Desde então, o gênero às vezes foi referido como "punk de garagem", bem como rótulos posteriores de "punk dos anos 60" e "protopunk", distinguindo-se do punk rock tal como foi conhecido de meados da década de 1970.
O rock de garagem experimentou vários ressurgimentos. Entre o início e meados da década de 1980, várias cenas surgiram e que, conscientemente, tentaram repetir ou imitar o aspecto e o som da década de 1960. Mais tarde, um subgênero de rock de garagem desenvolveu uma combinação com punk rock e outras influências, dando uma definição atualizada ao termo "punk de garagem". Na década de 2000, emergiram bandas influenciadas pela garagem associados ao ressurgimento pós-punk e algumas alcançaram sucesso comercial. Assim, o gênero continua a atrair músicos e audiências que preferem uma abordagem musical "de volta ao básico" ou "faça você mesmo".

## História
O estilo foi caracterizado pelas gravações com baixo custo de produção, geralmente realizadas por adolescentes nas garagens de suas casas. A gravação de 1958 "Jenny Lee" de Jan and Arnie (que posteriormente tornou-se Jan and Dean), é considerada marco inicial do gênero.
O estilo evoluiu das cenas regionais dos Estados Unidos desde 1958 com artistas como The Wailers e Link Wray. No começo da década de 1960 o estilo passou a ganhar proporções nacionais daquele país, com bandas como The Kingsmen, Paul Revere and the Raiders, The Trashmen, The Rivieras, The Standells e Count Five. A Invasão Britânica dessa época também influenciou na modelagem do som do rock de garagem, além de incentivar a formação de novas bandas de rock. Os artistas britânicos mais referenciados eram aqueles com grandes bases no blues como The Kinks, The Animals, The Yardbirds, The Pretty Things e The Rolling Stones.Beatles eram considerados influência por todas as categorias de bandas da época, ainda que os puristas do rock de garagem os rebaixavam devido à grande diversidade do som do rock.
O estilo de garagem, que teve seu auge comercial em 1966, acabou decaindo em popularidade até sua extinção em 1970. Na década de 1970 o estilo foi revigorado sobre nova roupagem, o punk rock. Inclusive o termo era utilizado originalmente para identificar exclusivamente o rock de garagem, que ganhou esse novo termo para que as bandas da década de 1960 não fossem confundidas ou misturadas com a nova geração de bandas tais como Sex Pistols.
Nos anos 1980 várias bandas revitalizaram o rock de garagem, como o The Fuzztones. Um dos grandes símbolos dessa década são os temas, geralmente sobre terror ou sobre as guitarras fuzz, que destruíam o som da guitarra. Durante a década de 2000 outras diversas bandas revitalizaram o estilo, como The Horrors, Eagles of Death Metal, The Strokes e Kings of Leon.